# 클레이턴 무어

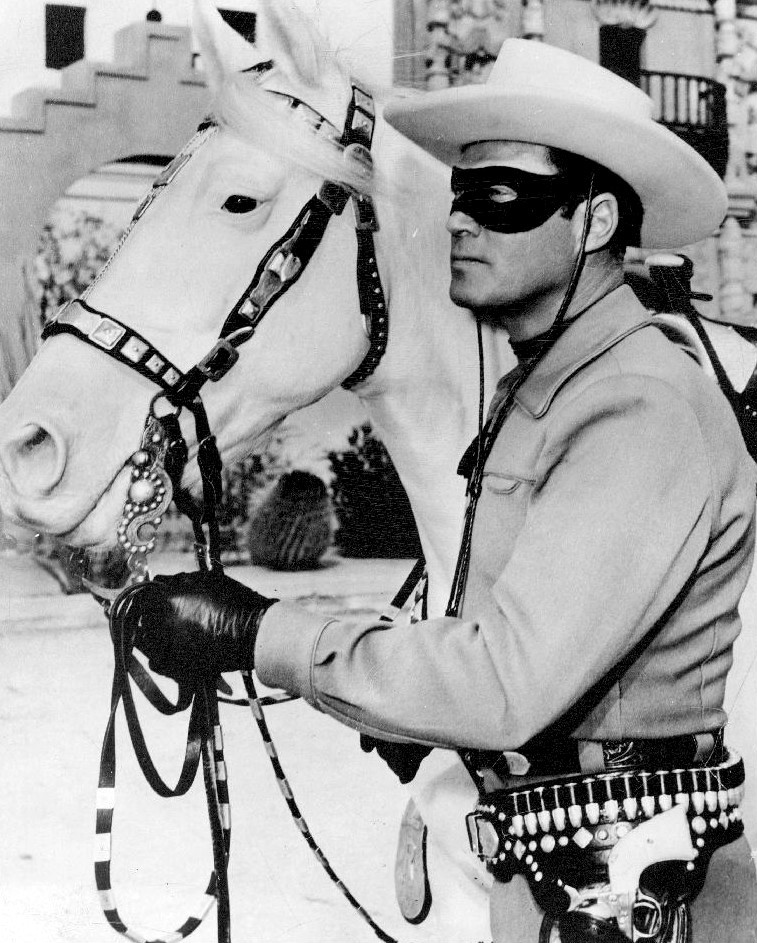

클레이턴 무어(Clayton Moore, 1914년 9월 14일 ~ 1999년 12월 28일)는 미국의 배우, 텔레비전 배우, 영화배우이다.
시카고에서 태어났다.

## 방송
- 론 레인저

## 영화
- 케이지 (1989년)
- LBJ: 초창기 (1987년)
- 달라스 (1978년)
- 고스트 오브 조로 (1959년)
- 미사일 몬스터스 (1958년)
- 론 레인저와 잃어버린 황금의 도시 (1958년)
- 론 레인저 (1956년)
- 론 레인저의 전설 (1952년)
- 달에서 온 레이더 맨 (1952년)
- 플라잉 디스크 맨 프럼 마스 (1950년)
- 고스트 오브 조로 (1949년)
- 론 레인저 - 49년 시리즈 (1949년)
- 조로 파이팅 리전 (1939년)
- 브로드웨이 세레나데 (1939년)